# Helge Jörns
Helge Jörns (* 18. März 1941 in Mannheim) ist ein deutscher Komponist und Musikpädagoge.

## Leben
Seine Kindheit und frühe Jugend verlebte der Sohn des Komponisten Helmuth Jörns in Mannheim. Bereits 1956 bis zum Abitur 1962 arbeitete er als Organist und Kantor im hessischen Alsfeld. Bis 1966 studierte er an der Nordwestdeutschen Musikhochschule, Detmold Komposition und Dirigieren sowie am Tonmeisterinstitut mit den Instrumentalhauptfächern Klavier und Cello.
1966 wechselte er nach Berlin und studierte bis 1971 Musikwissenschaft an der dortigen Technischen Universität.
Von 1966 bis 1997 arbeitete er als Erster Tonmeister beim RIAS Berlin mit über 300 Schallplatten- bzw. CD-Produktionen sowie 1967–1971 als Musikrezensent für die Tageszeitung Die Welt.
1968 bis 1982 spielte Jörns als Cembalist im Amati-Ensemble Berlin und nahm 1971 eine Lehrtätigkeit für Komposition und Kontrapunkt als Nachfolger Ernst Peppings an der Kirchenmusikschule des Evangelischen Johannisstifts in Berlin-Spandau auf. 1978 wechselte er als Dozent für Komposition und Tonsatz an die Bischöfliche Kirchenmusikhochschule Berlin (Referat Kirchenmusik des Erzbistums Berlin), eine Stelle, die er bis 1988 innehatte. Gastprofessuren führten ihn überdies nach Melbourne, Sydney, Helsinki, Istanbul und Ankara.
In den Jahren 1994 bis 1997 wirkte er als 1. Tonmeister bei DeutschlandRadio Berlin und widmet sich seither ausschließlich dem Komponieren.

## Ehrungen und Preise
Johann-Wenzel-Stamitz-Preis, Rompreis Villa Massimo, Rostrum of Composers (UNESCO), Deutscher Schallplattenpreis, Ford Foundation.

## Werke
- Europa und der Stier (1988), Oper in 2 Teilen (18 Sänger, Chor, Orchester); UA: 17. August 1988 Berlin; Ms. (Mv. Intermezzo); S: CD, collegno; Bem.: Neufassung 1999
- Der Aquädukt (1987), szenisches Oratorium (Soli, Chor, Orchester); UA: 1990 Wien; Ms. (Auff.-Mat. beim Komponisten); B: ZDF u. ORT Ms. u. Sdg.; Bem.: behandelt von Maximilian Kolbe
- Spiel von Liebe und Zufall (1991), Oper in 3 Akten (Soli u. Orchester); UA: 1993 Schwetzingen/Karlsruhe; Ms. ((Mv. Intermezzo); B: DAT bei SDR
- Der Kater von Marrakesch fantastische Oper in fünf Teilen für Kinder von 8 bis 88 (Soli, Chor, Ballett u. Orchester); UA: 1994/95 Halle, Saale; Ms. (Mv. Intermezzo)); B: U-MATIC, Fs
- Trio 1991,(Symphonie Nr. 1) Ow. (Bläser-Quintett, Streich-Quintett, Orchester); UA: 1992 Berliner Philharmoniker; Ms. (Auff.-Mat. beim Komponisten); B: DAT Berliner Philharmonisches Orchester
- Concerto grosso Ow. (Bläser-Quintett und Orchester); UA: 1998 Schwerin; Ms. (Mv. Intermezzo); B: DLR (DAT)
- Dezett, Kmk. (Fl., 2 Ob., 2 Kl., 2 Rg., 2 Hn., Kb.); UA: 1994 Moskau; Ms. (Auff.-Mat. beim Komponisten); B: DAT bei SDR
- Florindo und die Unbekannte, burleske Oper in 3 Teilen, Originallibretto: Hugo von Hofmannsthal, 2.2.2.2.- 4.3.3.1., Pauke, Schlagzeug, Streicher, MCh, Soli (Mv. Intermezzo)
- Streicher-Trios, Streicher-Quartette; Klavier-Quartette; Solokonzerte 3× Violine, 1× Kl., 1 Cemb., 1 Vcl., 1 Fl.; Klavier-Quintett;
- Per un poc di pace, Kantate, UA: 1978 Berlin, Sing-Akademie zu Berlin, Philharmonie Berlin
- Jüdische Freunde, Kantate
- 3 Symphonien; 4 Opern; Solo- und Kmk.; Klavier-Lieder;
- Ein Liebeslied der Alma
- Chorwerke, Messen

| Personendaten    | Personendaten       |
| ---------------- | ------------------- |
| NAME             | Jörns, Helge        |
| ALTERNATIVNAMEN  | Joerns, Helge       |
| KURZBESCHREIBUNG | deutscher Komponist |
| GEBURTSDATUM     | 18. März 1941       |
| GEBURTSORT       | Mannheim            |